# Keltisk punk
Keltisk punk er en musikgenre der blander elementer fra punk-rock og traditionel keltisk musik. Genren opstod i 1980'erne hvor især The Pogues prægede den. Bandet spillede punk i London men fejrede deres irske rødder ved at give deres sange et islæt af keltisk musik.
Bands der spiller keltisk punk spiller ofte coverversioner af traditionel irske folkemusik og politiske sange ligesom de spiller egne kompositioner.
Selvom det irske folks situation ofte et tema i keltisk punk betragtes det ikke overordnet som en politisk genre.
Andre temaer er Irland, Skotland, irsk uafhængighed, skotsk uafhængighed, det irske og skotske folk, drikfældighed og stolthed over arbejderklassen.

## Bands
- Dropkick Murphys
- Flogging Molly
- The Pogues
- The Tossers